# Anisostagma rotundatum
Anisostagma rotundatum är en svampart som beskrevs av K.R.L. Petersen & Jørg. Koch 1996. Anisostagma rotundatum ingår i släktet Anisostagma och familjen Halosphaeriaceae.  Artens status i Sverige är: Ej påträffad. Inga underarter finns listade i Catalogue of Life.